# Dioscorea longirhiza
Dioscorea longirhiza är en enhjärtbladig växtart som beskrevs av Lizabeth R. Caddick och Paul Wilkin. Dioscorea longirhiza ingår i släktet Dioscorea och familjen Dioscoreaceae. Inga underarter finns listade i Catalogue of Life.